# 阿爾瓦拉辛山脈

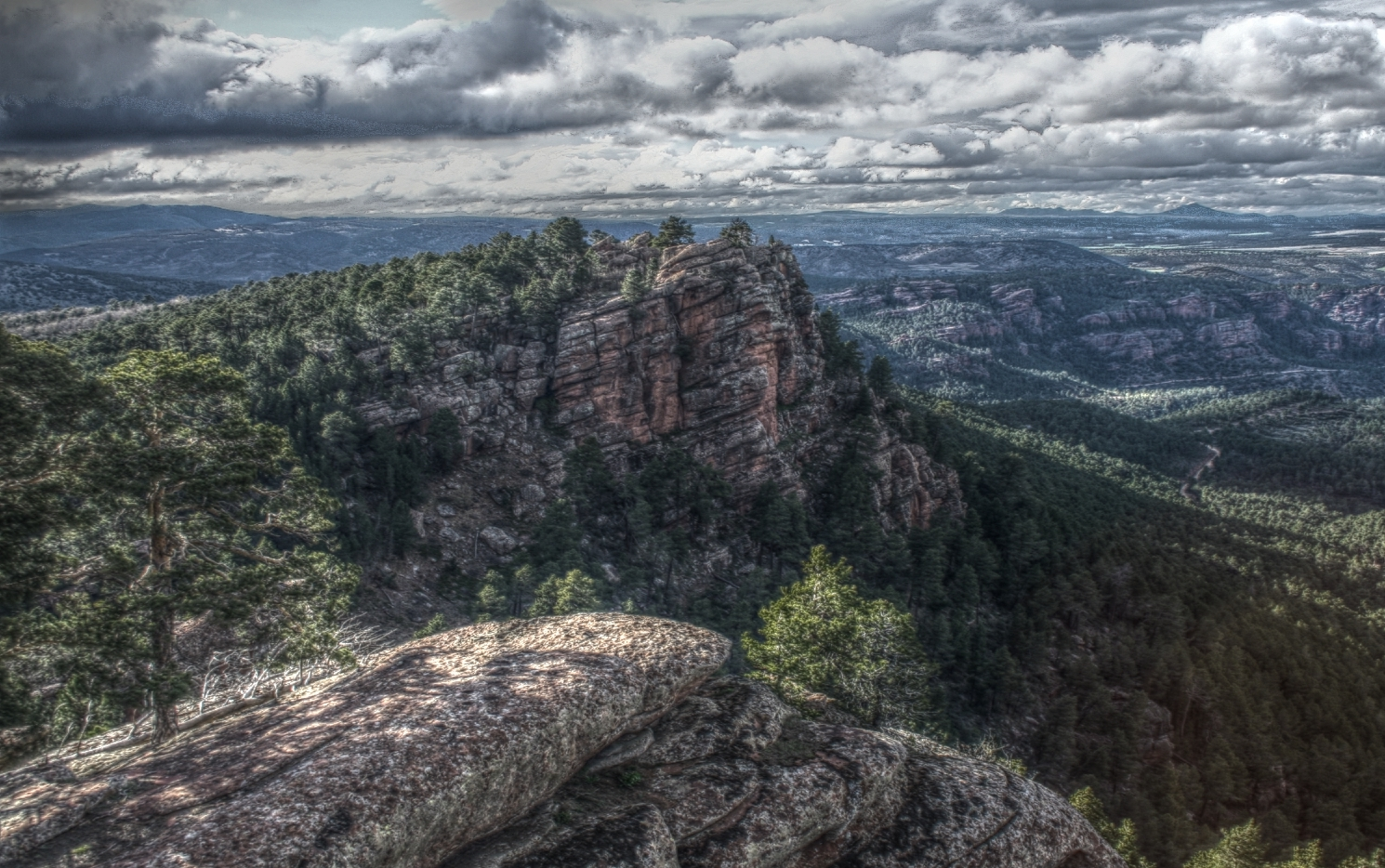

40°29′10″N 1°36′55″W / 40.48611°N 1.61528°W
阿爾瓦拉辛山脈（西班牙語：Sierra de Albarracín），是西班牙的山脈，位於阿拉貢自治區，屬於伊比利亞山脈的一部分，長28公里，最高點海拔高度1,856米，山體由頁岩形成。